# オキサロリンゴ酸リアーゼ
オキサロリンゴ酸リアーゼ(Oxalomalate lyase、EC 4.1.3.13)、以下の化学反応を触媒する酵素である。
3-オキサロリンゴ酸 + H2O{\displaystyle \rightleftharpoons }オキサロ酢酸 + グリオキシル酸
従って、この酵素の基質は3-オキサロリンゴ酸のみ、生成物はオキサロ酢酸とグリオキシル酸の2つである。
この酵素はリアーゼ、特に炭素-炭素結合を切断するオキソ酸リアーゼに分類される。系統名は、3-オキサロリンゴ酸 グリオキシル酸リアーゼ (オキサロ酢酸形成)(3-oxalomalate glyoxylate-lyase (oxaloacetate-forming))である。他に、3-oxalomalate glyoxylate-lyase等とも呼ばれる。この酵素は、グリオキシル酸及びジカルボン酸の代謝に関与している。